# Distrito de Vice
El distrito de Vice es uno de los seis que conforman la provincia de Sechura ubicado en el departamento de Piura en el norte del Perú. Desde el punto de vista jerárquico de la Iglesia católica, forma parte de la Arquidiócesis de Piura.

## Historia
El distrito fue creado mediante Ley N.º 4134 del 15 de junio de 1920, en el gobierno del Presidente Augusto B. Leguía.

## Geografía
Tiene una superficie de 324,62 km².

## Autoridades

### Municipales
- 2023 - 2026[3]
  - Alcalde: Lic. José Luis Eche Calderón, de Unidad Regional.
  - Regidores:

  1. Sra. Magaly del Rosario Periche Aldana (Unidad Regional)
  2. Tec. Linda Yesenia Jacinto Panta (Unidad Regional)
  3. Lic. Julio Jhoan Rumiche Temoche (Unidad Regional)
  4. Sr. Manuel Antonio Maza Eche (Unidad Regional)
  5. C.P.C. Hugo Nelson Jacinto Rumiche (Alianza para el Progreso)

Alcaldes anteriores
- 2019-2022: Benjamín Humberto Gonzales Sánchez del partido político Alianza para el Progreso
- 2015-2018:[4] Francisco Paiva Martínez, del Movimiento Mar Sechurano (MS).
- 2011-2014:[5] Agustín Eche Temoche, del Movimiento Regional Obras + Obras (O+O).[6]
- 2007-2010: Armando Bancayán Amaya.

### Policiales
- Comisario: ALFERES PNP Paúl Martín Morales Cárdenas.

## Festividades
- San Jacinto
- Señor Cautivo de Ayabaca
- Señor de los Milagros
- San Pedro y San Pablo
- Velaciones (1 y 2 de noviembre)
- San Sebastián (carnavales)